# Júlio Regufe Alves
Júlio Regufe Alves (* 29. Juni 1991 in Póvoa de Varzim) ist ein portugiesischer Fußballspieler.

## Vereinskarriere
Alves durchlief die Jugendmannschaft von Varzim SC, FC Porto und Rio Ave FC. Bei Rio Ave FC unterschrieb er seinen ersten Vertrag als professioneller Fußballspieler. Kurz nach seiner Unterschrift wurde er an GD Ribeirão verliehen und kehrte in der Rückrunde derselben Saison wieder zurück zu Rio Ave FC. Zur Saison 2011/12 wechselte Alves nach Spanien zu Atlético Madrid. Er bestritt keine Pflichtspiel für die Spanier, weil er kurz vor Ende der Sommertransferperiode in die Türkei zu Beşiktaş Istanbul ging.

## Trivia
Júlio Regufe Alves ist der jüngere Bruder von Bruno Alves und Geraldo Alves.